# Filomena Galdieri
Filomena Galdieri (Roccapiemonte, ... – Roccapiemonte, 25 settembre 1943) è stata un'attivista e partigiana italiana.

## Biografia
Filomena Galdieri era una giovane studentessa che operò come infermiera volontaria presso l’ospedale “Villa Silvia” sito a Roccapiemonte, che nei giorni successivi allo sbarco di Salerno ospitava molti feriti alleati.
Fu in quello stesso ospedale che Filomena morì il 25 settembre 1943, secondo alcune fonti uccisa perché sospettata di aver curato militari alleati. Diversa è la motivazione della medaglia d’argento che fu conferita alla sua memoria, secondo la quale morì invece a causa di un colpo di artiglieria, non si sa se sparato dai tedeschi o dagli Alleati.

## Riconoscimenti e onorificenze
La strada in cui sorge l'attuale casa di cura “Villa Silvia” e il parco cittadino sono intitolati a Filomena Galdieri. 
Le venne conferita la medaglia d'argento al valor militare